# Nannostomus eques
Nannostomus eques is een straalvinnige vissensoort uit de familie van de slankzalmen (Lebiasinidae). De wetenschappelijke naam van de soort is voor het eerst geldig gepubliceerd in 1876 door Franz Steindachner.
De soort komt voor in Zuid-Amerika in het Amazonebekken. Het is een populaire aquariumsoort; de vissen worden circa 5 centimeter lang.